# Vadim Steklov
Bản mẫu:Eastern Slavic name
Vadim Aleksandrovich Steklov (tiếng Nga: Вадим Александрович Стеклов; sinh ngày 24 tháng 3 năm 1985) là một cầu thủ bóng đá người Nga. Anh thi đấu cho FC Yenisey Krasnoyarsk.